# Tomba del Cerbero
La tomba del Cerbero è una tomba ipogea romana ubicata a Giugliano in Campania.

## Storia
La tomba venne edificata durante l'epoca ellenistica in un'area cimiteriale dell'antica Liternum. Fu rinvenuta ancora intatta nell'ottobre 2023 durante i lavori per la realizzazione di una rete idrica.

## Descrizione
Si tratta di una tomba a camera scavata nella roccia, preceduta da un dromos a gradoni: al momento del ritrovamento la camera era ancora chiusa dall'originale lastra in tufo, solo in parte intaccata probabilmente per consentire sepolture successive e sigillata con tegole.
Internamente presenta sia pareti che soffitto affrescati, perlopiù con scene mitologiche: sulla parete frontale sono due ittiocentuari che sorreggono un clipeo, mentre sulla parete opposta è raffigurato l'affresco che dà il nome alla tomba, ossia il mito di Cerbero, con un cane a tre teste, Ercole sulla sinistra ed Ermes a destra; rappresentazioni di festoni completano le decorazioni sulle pareti laterali. Intatto anche il corredo funerario, tra cui un altare con i vasi per le libagioni; su tre klinai dipinte sono stati rinvenuti i corpi inumati. In particolare, nel 2024, il sarcofago probabilmente appartenente al capostipite è stato aperto: il corpo del defunto era in posizione supina, coperto da un sudario e circondato da unguentari e strigili.